# Президенти-Дутра (микрорегион)

Президенти-Дутра на карте.

Президенти-Дутра (порт. Microrregião de Presidente Dutra) — микрорегион в Бразилии, входит в штат Мараньян. Составная часть мезорегиона Центр штата Мараньян. Население составляет 191 024 человека (на 2010 год). Площадь — 6547,755 км². Плотность населения — 29,17 чел./км².

## Демография
Согласно сведениям, собранным в ходе переписи 2010 г. Национальным институтом географии и статистики (IBGE), население микрорегиона составляет:
| Полное население                             | Полное население                             | Полное население                             | Полное население                             | 191 024 |
| -------------------------------------------- | -------------------------------------------- | -------------------------------------------- | -------------------------------------------- | ------- |
| в том числе:                                 | Городское население                          | 110 437                                      | Процент городского населения, %              | 57,81   |
|                                              | Сельское население                           | 80 587                                       | Процент сельского населения, %               | 42,19   |
|                                              | Мужское население                            | 94 895                                       | Процент мужского населения, %                | 49,68   |
|                                              | Женское население                            | 96 129                                       | Процент женского населения, %                | 50,32   |
| Плотность населения, чел/км²                 | Плотность населения, чел/км²                 | Плотность населения, чел/км²                 | Плотность населения, чел/км²                 | 29,17   |
| Население микрорегиона в % к населению штата | Население микрорегиона в % к населению штата | Население микрорегиона в % к населению штата | Население микрорегиона в % к населению штата | 2,91    |

## Статистика
- Валовой внутренний продукт на 2003 год составляет 262 086 026,00 реалов (данные: Бразильский институт географии и статистики).
- Валовой внутренний продукт на душу населения на 2003 год составляет 1435,35 реалов (данные: Бразильский институт географии и статистики).
- Индекс развития человеческого потенциала на 2000 год составляет 0,591 (данные: Программа развития ООН).

## Состав микрорегиона
В составе микрорегиона включены следующие муниципалитеты:
1. Дон-Педру
2. Фортуна
3. Гонсалвис-Диас
4. Говернадор-Аршер
5. Говернадор-Эужениу-Баррус
6. Говернадор-Луис-Роша
7. Граса-Аранья
8. Президенти-Дутра
9. Сенадор-Алешандри-Коста
10. Сан-Домингус-ду-Мараньян
11. Сан-Жозе-дус-Базилиус